# Entscheidungen des Bundesgerichtshofes in Strafsachen
Die Entscheidungen des Bundesgerichtshofes in Strafsachen (BGHSt) sind eine von den Mitgliedern des Bundesgerichtshofs herausgegebene, im Kölner Carl Heymanns Verlag erscheinende Sammlung der wichtigen Entscheidungen des Bundesgerichtshofs im Strafrecht, analog zur früheren Sammlung der Entscheidungen des Reichsgerichts in Strafsachen, RGSt. Die 65 Entscheidungs- und 6 Registerbände sind gedruckt sowie als Online-Modul mit etwa 35.000 Entscheidungen erhältlich. In dieser Sammlung veröffentlichen die Richter des Bundesgerichtshofs Entscheidungen, die ihrer Meinung nach grundsätzlicher Natur sind oder von bisheriger Rechtsprechung abweichen. Auf Grund dieser Herausgeberschaft (Mitherausgeber sind noch die Mitglieder der Bundesanwaltschaft) wird die Sammlung BGHSt häufig fehlerhaft als „amtliche Sammlung“ bezeichnet, obwohl ihr der amtliche Charakter – vergleichbar mit den Entscheidungen des Bundesverfassungsgerichts (BVerfGE) – fehlt.
Die Entscheidungen des Zivilrechts sind in der Entscheidungssammlung des Bundesgerichtshofs in Zivilsachen (BGHZ) ausgewiesen.

## Zitierweise
Die einzelnen Entscheidungen werden in der Form „BGHSt 46, 321, 327“ oder „BGHSt 46, 321 (327)“ zitiert. Das bedeutet, dass die zitierte Entscheidung in Band 46 der Entscheidungssammlung steht und auf Seite 321 beginnt; die Stelle, auf die es dem Zitierenden ankommt, steht auf Seite 327. Einige Kurzkommentare zitieren die Entscheidungen in der Form „BGH 46, 321, 327“. In diesem Fall ist mit „BGH“ die Entscheidungssammlung gemeint.